# Катарованк
Манастир Катарованк (јерменски: Կատարո վանք) је јерменски манастирски комплекс из 4.-17. века. Највиши планински споменик: налази се у Нагорно-Карабаху, на врху планине Зиарат, на надморској висини од 2.478 метара. Тренутно је на територији манастира сачувана само црква подигнута у 17. веку.

## Историја
Први писани помен овог манастира створио је јерменски историчар из 5. века Фавстос Бузанд, познат по својој изузетно детаљној серији књига од шест томова под називом Историја Јерменије. У овом богатом тексту он описује Катарованк као велики манастир подигнут на врху планине Дизапајт.
Он даље наводи да је манастир првобитно био замишљен као упориште против разних освајача Јерменије, које је утврђено као одговор на инвазију Масагета и Хуна на земљу већ 335. године нове ере. Исте године велика војска предвођена краљем Санесеном извршила је инвазију на источне области Јерменије као одговор на мисију Светог Григориса, унука светог Григорија Просветитеља и епископа источних земаља Јерменије.
Свети Григорије је предводио јерменску мисију да преведе Масагете у хришћанство. Верује се да је мисија постигла прави успех када су мисионари преобратили три сина краља Санесана у хришћанство. Сумњајући у светог Григорија, Санесан га је погубио тако што га је везао за дивљег коња. Међутим, као одговор, његова деца су побегла из царске палате заједно са мисионарима, поневши са собом тело светитеља.
Верује се да су деца Санесана одлучила да се сакрију у манастиру Катарованк на врху планине, где је живело више од 3.000 ходочасника. Али да не би постао предмет подсмеха, краљ Санесан је гонио своју децу до манастира, убијајући све који су насељавали Катарованк. Манастир је порушен, а лешеви убијених спаљени су до темеља.
Арапи који су напали Јерменију назвали су планину на чијем врху су подигли манастир Дзиарат, што на арапском значи „свето место“, „светиште, место ходочашћа“. У 4.-5. веку Катарованк је био саборни манастир провинције Дизак. Дизапајт се од давнина сматра светом планином, а ходочашћа у ову област помињу се још од арапских и ранијих времена.
Постоје бројни писани докази о планини Дизапаит и манастиру Катарованк, који датирају из ране историје хришћанства у Арцаху. Манастир је био место ходочашћа не само за становнике Дизака, већ и за становнике других региона Јерменије. О томе сведочи посветни натпис и мали хачкари које су ходочасници поклонили цркви, на којима се налазе имена дародаваца и имена места из којих су дошли. О томе сведоче фрагменти хачкара и плоча од два дела пронађена током рестаурације на територији манастира.
Мовсес Каганкатватси је детаљно поменуо планину Дизапаит и манастир Катарованк у свом делу „Историја земље Алуанка“:
„Чак и пре него што је Тер Абас изабран за Хајрапет Алуанку, непријатељи су спалили капелу [светаца] на планини Дизапајт, у манастиру Катарованк. За време краља Алуанке Вачагана и епископа Амараса Гарника појавили су се људи на овој планини. Њихова имена су следећа: Св. Мовсес, Ст. Данило, Св. Елиа. То су били синови Маскутског краља Санесана, [бивши] ученици Св. Григорис. Са њима [беше] три хиљаде осам стотина седамдесет људи. [Склањајући се од прогона], сви су пожурили да се населе на планини Дизапајт и живели тамо, једући само биље. Гонећи их, Санесан је дошао овамо и забио их мачем деветог дана месеца Навасарда.
Током совјетских година био је део Хадрутског региона НКАО Азербејџанске ССР. Од 1993. био је под контролом јерменских снага и био је део Хадрут региона непризнате Републике Нагорно-Карабах.
Године 2015. новцем браће Армика, Нарвика и Тиграна Аракелиана из Ханџадзора, који сада живе у Русији, извршена је рестаурација цркве по пројекту архитекте-рестауратора Самвела Ајвазијана. Он и мајстор Мартирос Чалумјан су приликом рестаурације водили рачуна о свим ситницама, укључујући и поправку крова који је био покривен црепом сличним онима сачуваним са претходног крова.

## Други рат у Карабаху
Током 44-дневног рата 2020. године, који је почео у септембру 2020. године, црква није оштећена и услед борби је дошла под контролу Азербејџана. У ноћи 10. новембра 2020. године ступила је на снагу трилатерална декларација о прекиду ватре коју су потписали председник Азербејџана Илхам Алијев, јерменски премијер Никол Пашињан и руски председник Владимир Путин.

## Структура манастира
Дужина Катарованка је 11,75 метара, ширина 6,70 метара, висина 5 метара. То је једнобродна базилика засвођене таванице, грађена од локалног грубо тесаног камена. Црква има полукружни олтар. Једини улаз се отвара са запада, а прозори се налазе на источној, западној и јужној страни. На тимпанону изнад улаза налази се натпис: „Саградили су свети храм / Хакоб Домеци, ћерка моје сестре / Гајсумеан и њен муж / Харутин / Ко чита „Амин“ / Господар је био Гукас Жамџореци. Јужно од цркве налазе се трагови грађевине (димензије 9,8 к 3,8 метара)